# 日月潭文武廟
23°52′11.9″N 120°55′38.9″E / 23.869972°N 120.927472°E
日月潭文武廟，是位於臺灣南投縣日月潭北邊山腰處的一座文武廟。

## 沿革

### 源起
1932年，奧萬大引水由日月潭建水壩儲水後，由附近的潭畔水社村水社巷的龍鳳宮與北吉巷的益化堂兩廟合併而成，於1934年選得現址，1938年完工。

### 建築
1969年，日月潭文武廟重建，建築設計師由澎湖出身的謝自南擔綱，得到自總統蔣中正開始的部會各級首長關注，設計完成後由臺灣省主席黃一級上將核定以「北朝式」風格建築，1975年完工。

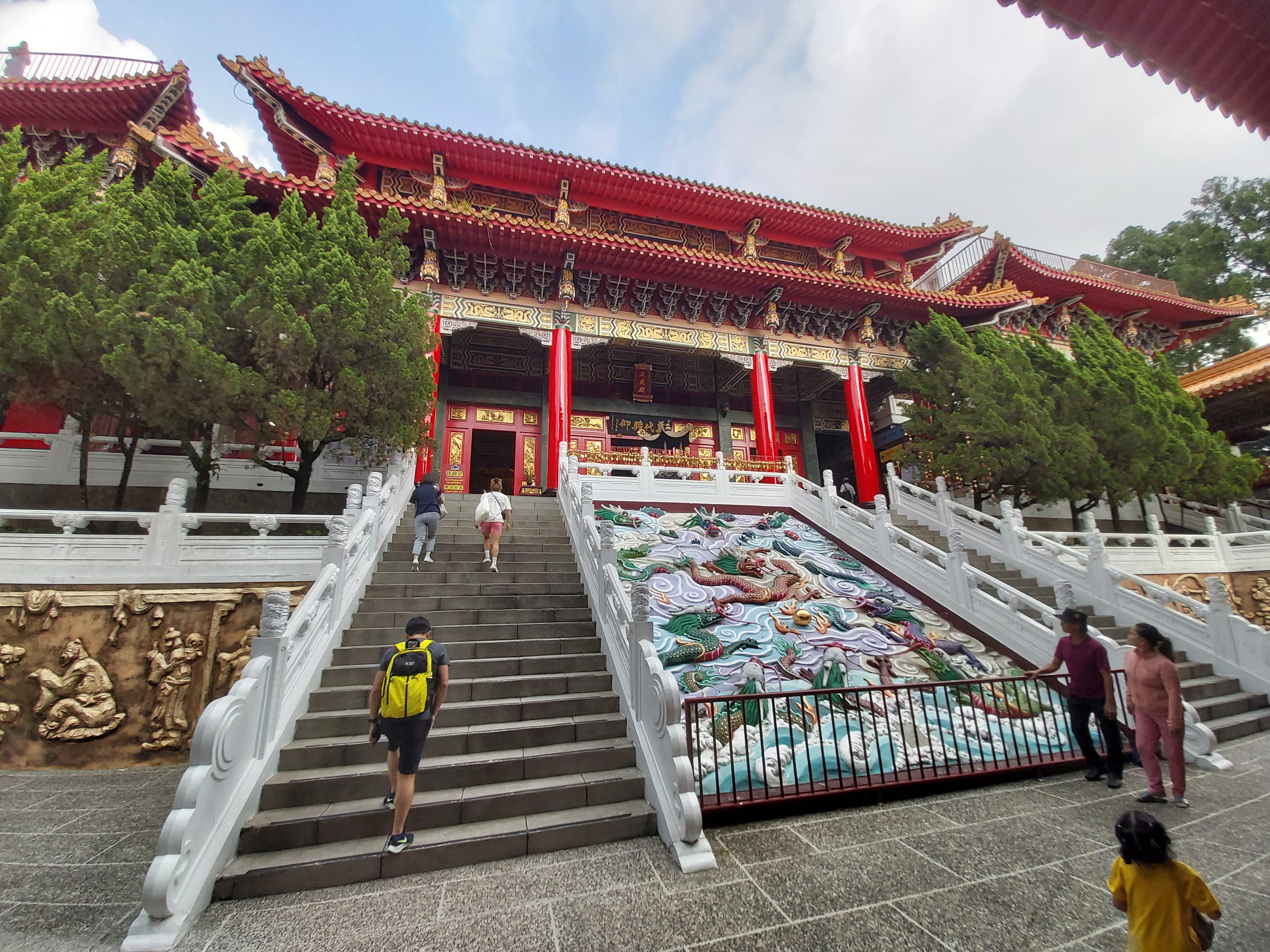
文武廟大成殿
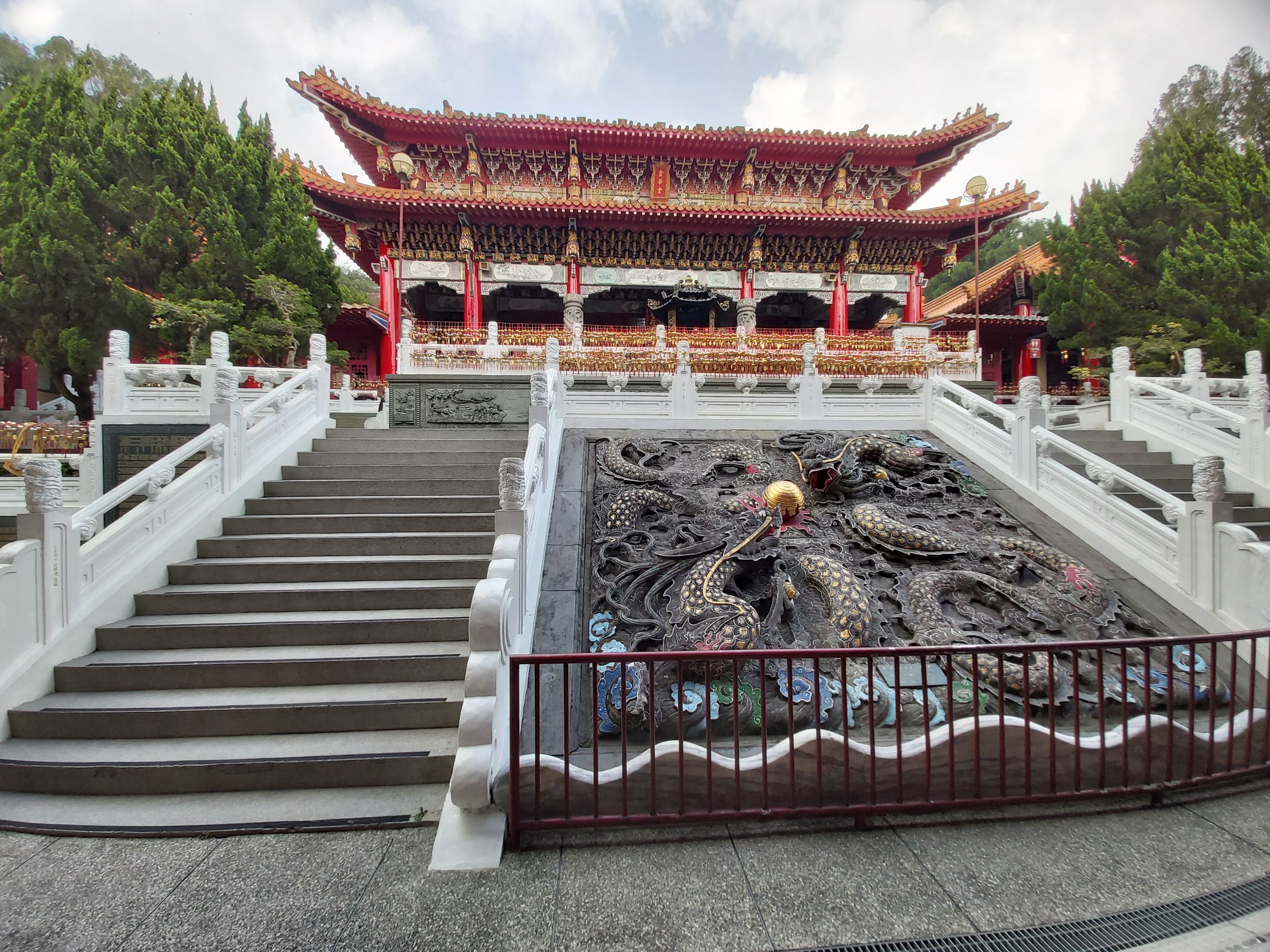
文武廟武聖殿
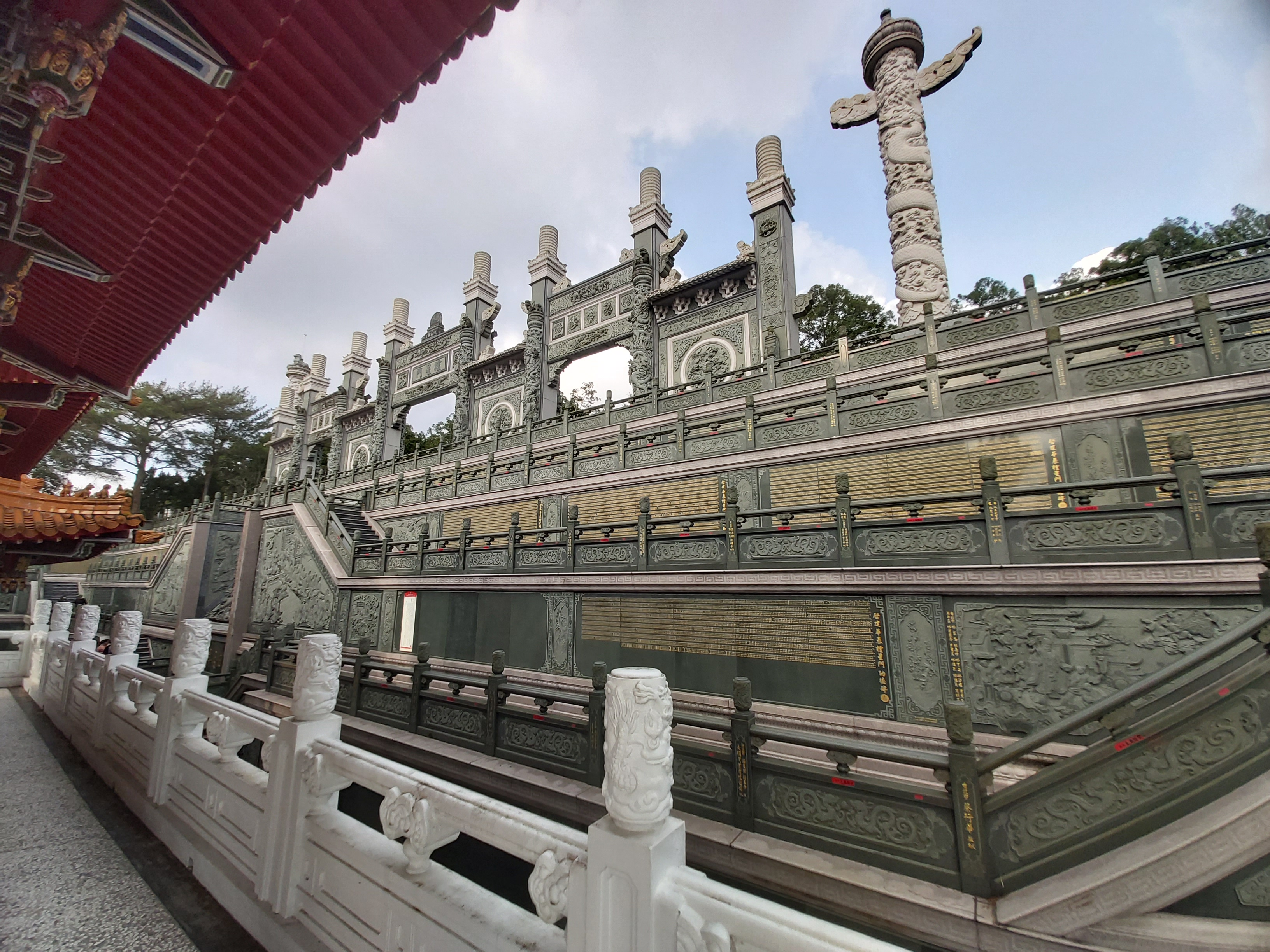
文武廟欞星門與華表
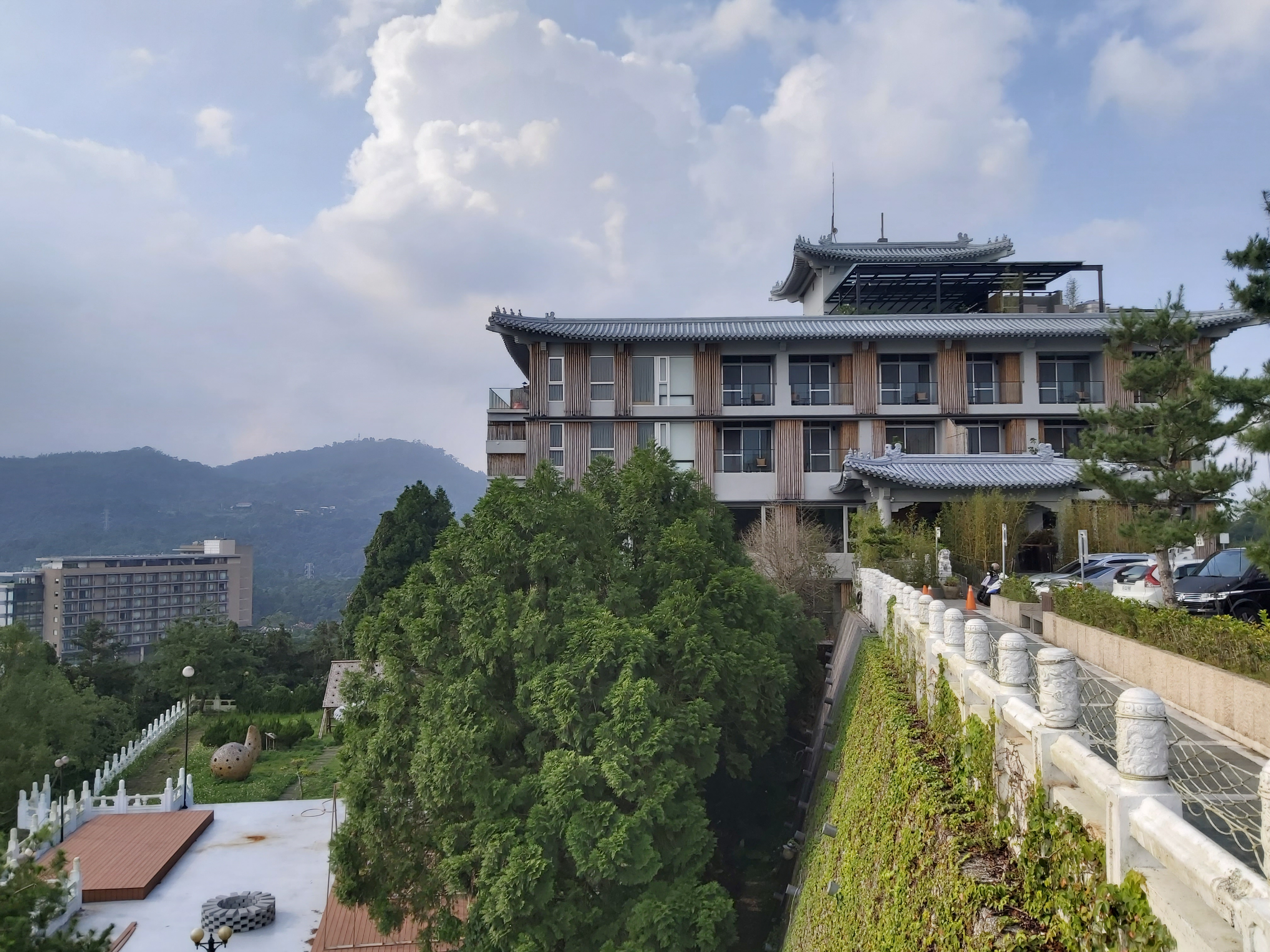
由前香客大樓「景聖樓」改裝的承億行旅「潭日月」

### 祀神
日月潭文武廟主祀關聖帝君，隨奉至聖先師與岳武穆王，所有神像皆用銅鑄塑像，廟分三進，第一進為拜殿，第二進為武聖殿，奉祀關聖帝君、岳武穆王、都城隍爺與福德正神，第三進則是大成殿，奉祀至聖先師及四配，龍邊廂房為藥師延壽殿，奉祀東方三聖、釋迦牟尼佛及韋馱伽藍神，虎邊廂房為月老寒拾殿，奉祀月下老人、寒山、拾得及少司命。廟後瞭望台可以俯瞰日月潭全景。

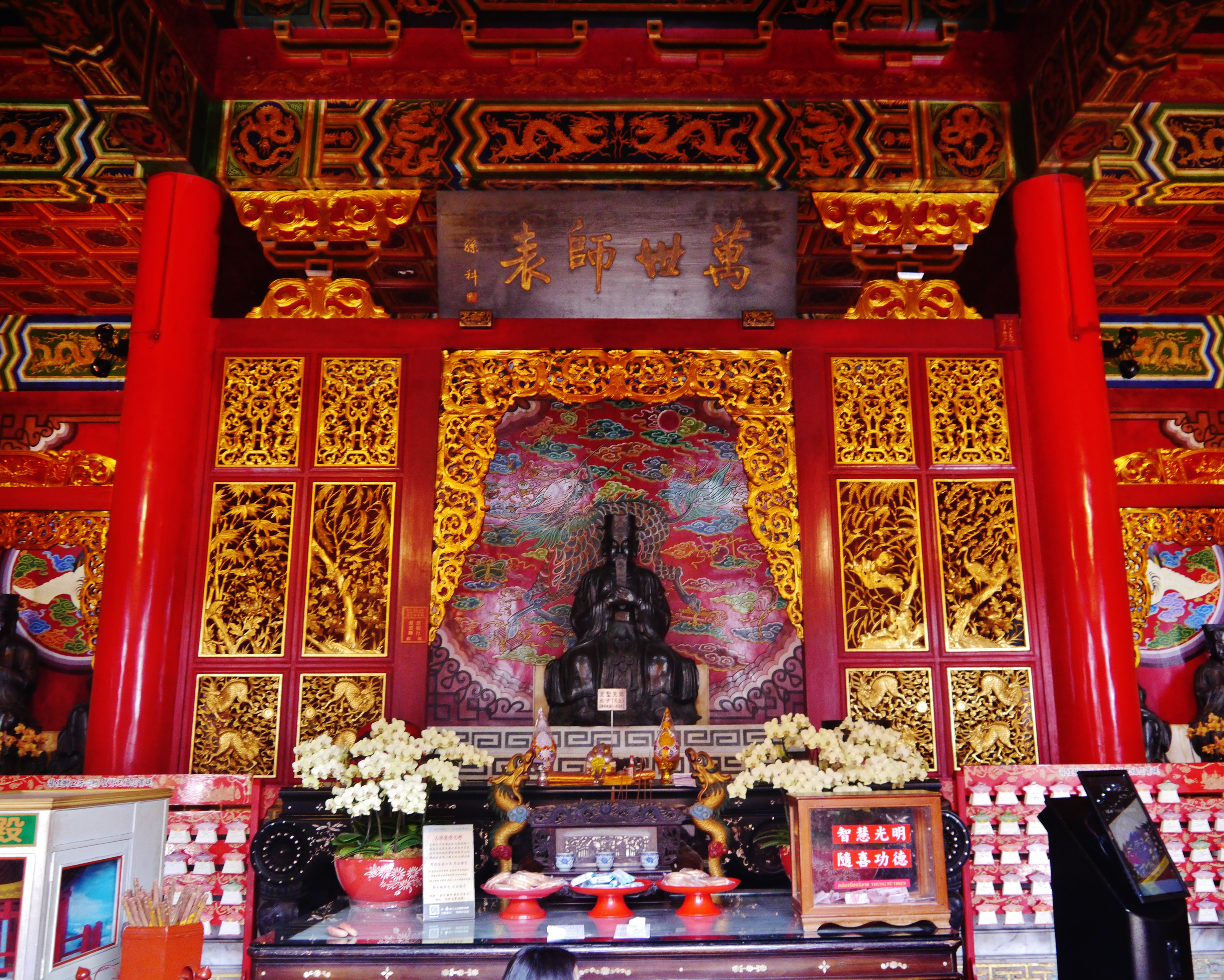
文武廟大成殿至聖先師孔子銅像
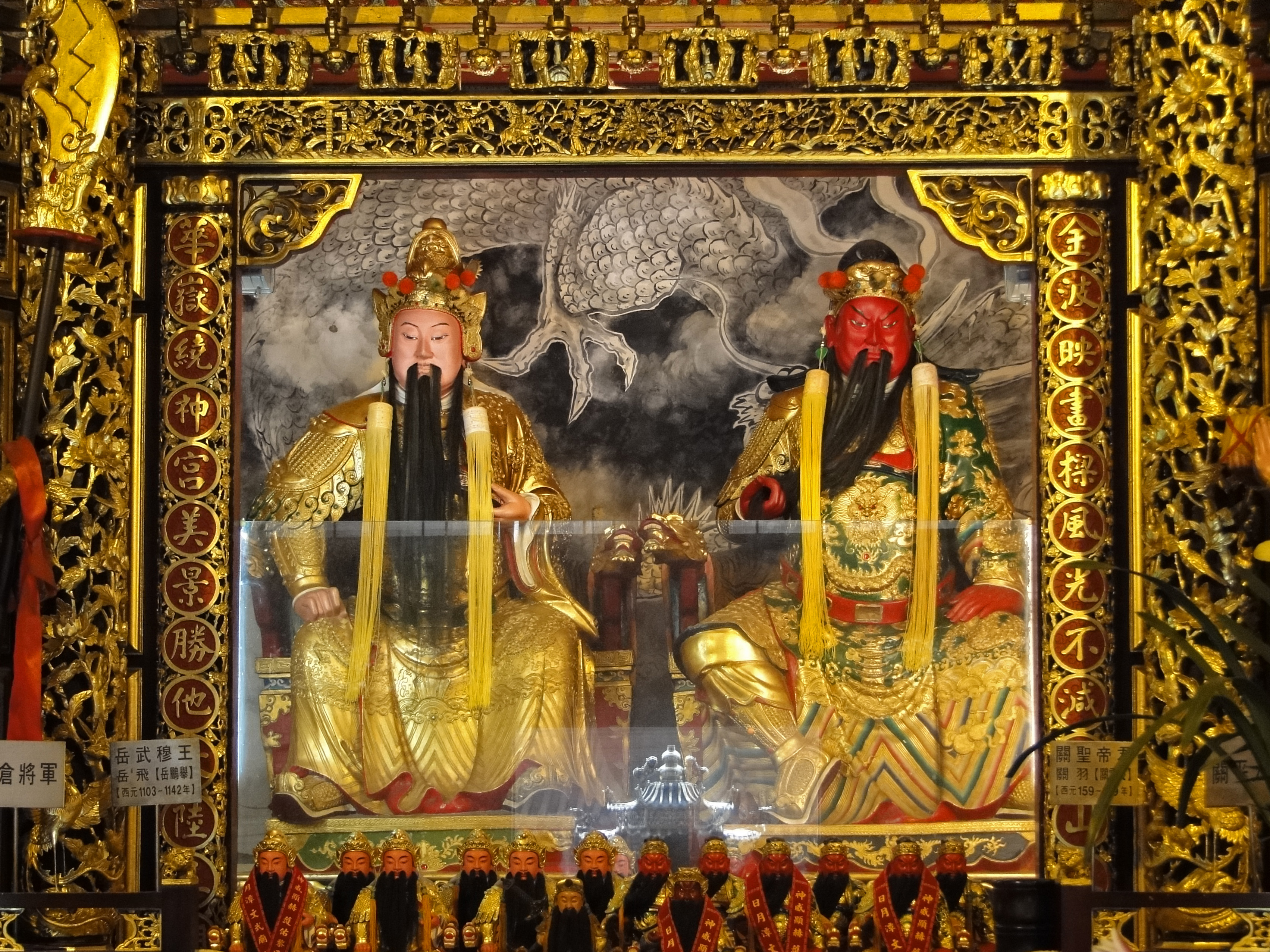
文武廟武聖殿關聖帝君與岳武穆王金身
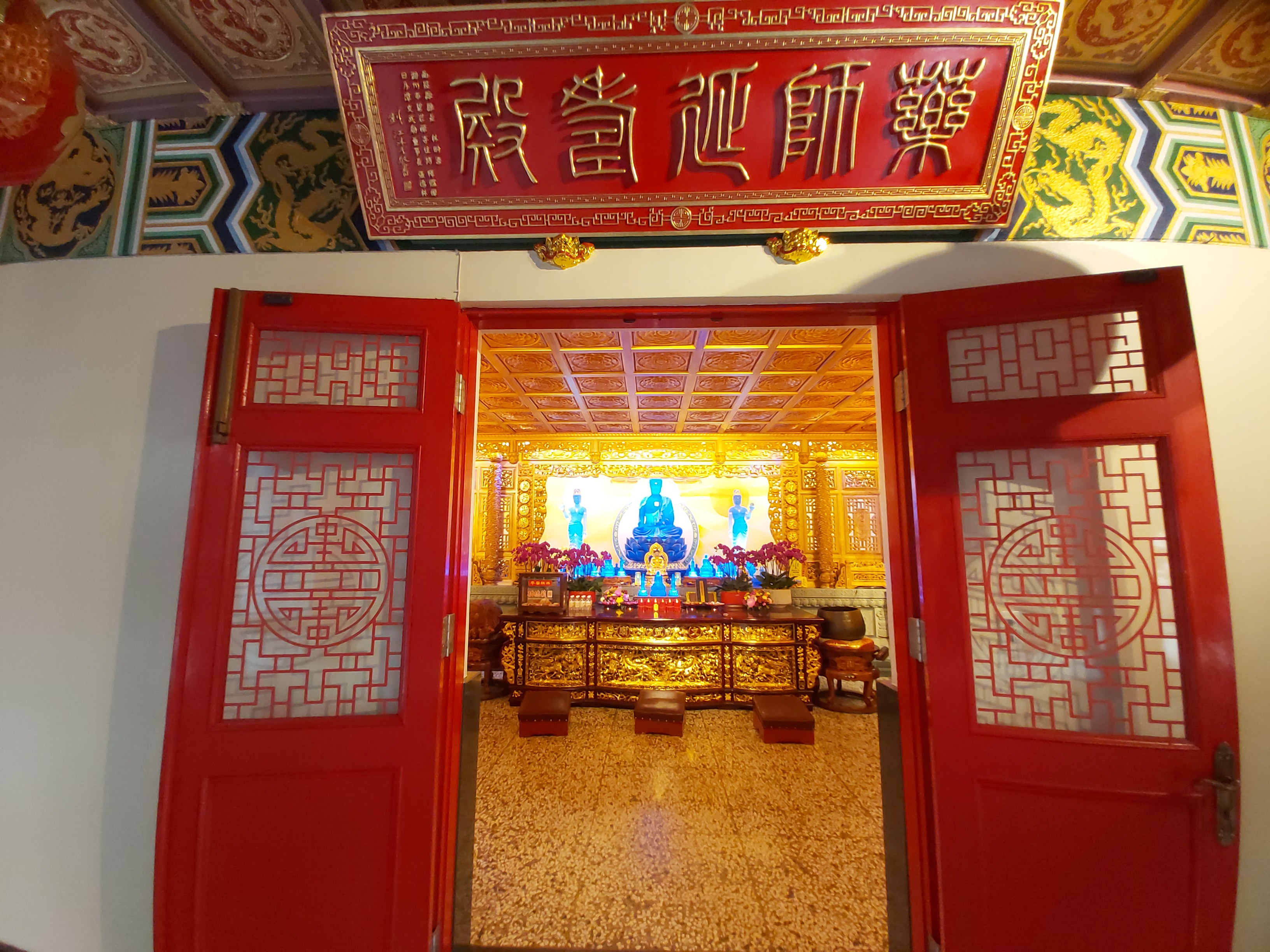
藥師延壽殿
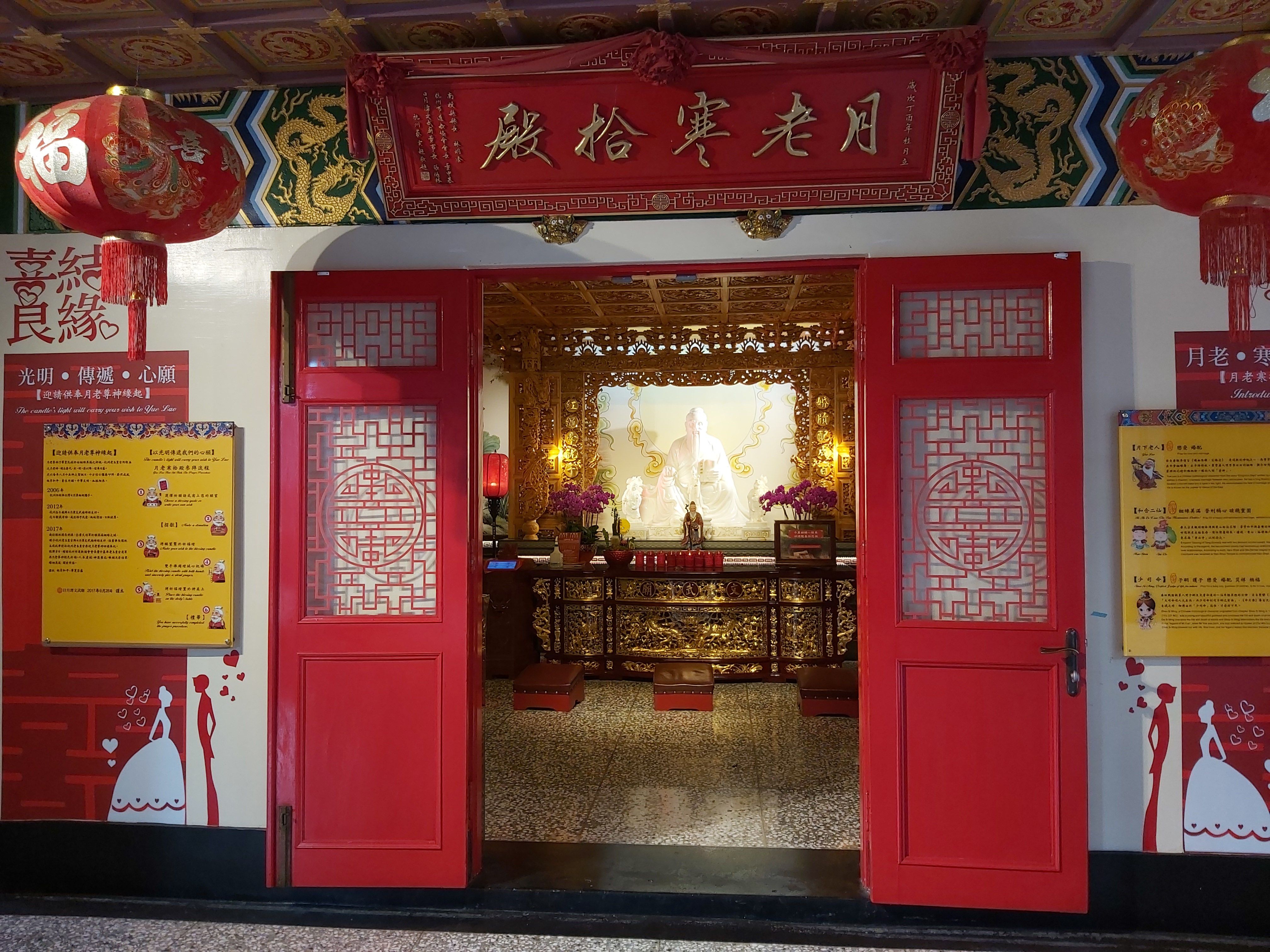
月老寒拾殿

## 籤詩
日月潭文武廟聖籤〈巍巍獨步向雲間〉，採「天干序」的天干方式做籤序，所謂「天干序」即兩組天干的排列組合，例如甲甲、甲乙....丙丙、丙丁...癸癸，共計100支籤。

## 外部連結
- 官方网站 （页面存档备份，存于）
- 日月潭文武廟的Facebook專頁
- 文武廟  日月潭觀光旅遊網